# Belinda Green
Belinda Roma Green sinh năm 1952 là một người mẫu, diễn viên, người dẫn chương trình truyền hình của Úc. Cô cũng là Hoa hậu Thế giới 1972 và cũng là người Úc thứ hai chiến thắng tại cuộc thi này.
Belinda sinh ra tại Sydney, trở thành đại diện của Úc tại cuộc thi Hoa hậu Thế giới tổ chức tại Luân Đôn năm chỉ mới 20 tuổi và trở thành Hoa hậu Thế giới.
Belinda kết hôn với John Singleton và sống cùng nhau cho đến năm 1987. Họ có hai con gái.
| Tứ đại Hoa hậu (1972)            | Tứ đại Hoa hậu (1972)          | Tứ đại Hoa hậu (1972)       | Tứ đại Hoa hậu (1972)     |
| -------------------------------- | ------------------------------ | --------------------------- | ------------------------- |
| Hoa hậu Hoàn vũ Kerry Anne Wells | Hoa hậu Thế giới Belinda Green | Hoa hậu Quốc tế Linda Hooks | Hoa hậu Trái đất không có |